# Fria Antirevolutionära partiet
Fria Antirevolutionära partiet, de Vrij-Antirevolutioniare Partij (VAR), nederländskt politiskt parti bildat 1898 av avhoppare från Anti-revolutionära Partiet. 
1903 gick partiet samman med Kristliga Historiska Väljarförbundet och bildade Kristliga Historiska Partiet.